# Nery Saldarriaga de Kroll
Nery Enni Saldarriaga Herrera de Kroll (Lambayeque, 5 de mayo de 1943) es una enfermera y política peruana. Fue presidenta del Gobierno Regional de Lambayeque entre 2009 a 2010 reemplazando a Yehude Simon, tras haber sido Vicegobernadora desde el 2002. Ha sido investigada por corrupción bajo el delito de colusión agravada dentro del caso Odebrecht por el caso del Proyecto Olmos.

## Biografía
Nació en la ciudad de Lambayeque, el 5 de mayo de 1943.
Cursó sus estudios primarios y secundarios en la ciudad de Talara. Entre 1962 y 1965 cursó estudios técnicos de enfermería en la escuela de enfermería del Hospital Arzobismo Loayza en Lima y, entre 1967 y 1968, cursó estudios superiores de enfermería en la escuela de enfermería de la Universidad Nacional Mayor de San Marcos.

## Carrera Política
Su primera participación política se dio en las elecciones municipales de 1983 cuando fue candidata de Izquierda Unida a la regiduría de la provincia de Chiclayo, sin éxito. Sin embargo volvió a postular y fue elegida para ese cargo en las elecciones municipales de 1986. En las elecciones de 1993 tentó la alcaldía provincial de Chiclayo sin éxito.

### Presidenta Regional de Lambayeque
En las elecciones regionales del 2002, fue candidata a la vicepresidencia del Gobierno Regional de Lambayeque por la alianza Unión por el Perú - Frente Amplio junto a Yehude Simon y ambos fueron elegido para el periodo 2003-2006.
Luego en las elecciones presidenciales del 2006, formó parte de la plancha presidencial de Susana Villarán por Concertación Descentralista y postuló al Congreso de la República, donde finalmente no obtuvo éxito en ambas candidaturas. Ese mismo año, Saldarriaga decidió nuevamente postular al Gobierno Regional de Lambayeque junto con Yehude Simon por el Partido Humanista Peruano y fueron reelectos en sus cargos en las elecciones regionales para el periodo 2007-2010.
En abril del 2009, Simon Munaro dejó la presidencia regional para asumir el cargo de presidente del Consejo de Ministros durante el segundo gobierno de Alan García y Saldarriaga asumió ese cargo. Finalmente, en las elecciones generales del 2011 tentó por segunda vez su elección como congresista por Lambayeque por Alianza por el Gran Cambio sin éxito.